# Барланд
Барланд (нід. Baarland) — село в нідерландській провінції Зеландія. Входить до муніципалітету Борселе.
Його площа становить 8,32 км², а населення станом на 2021 рік складало 600 осіб.
Перша згадка про населений пункт датується 1295 роком.
До 1970 року мало статус окремого муніципалітету.

## Галерея

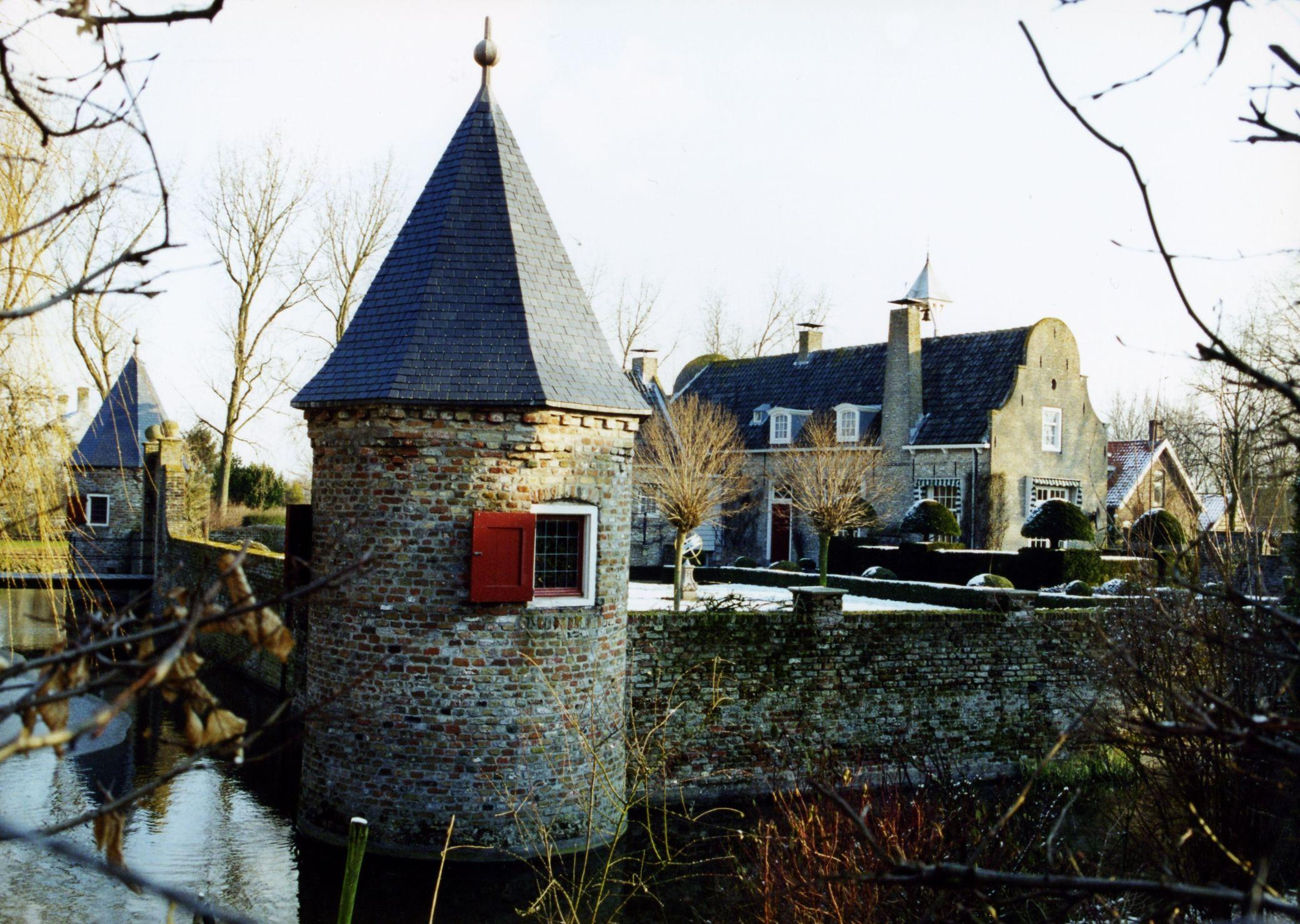
Замок
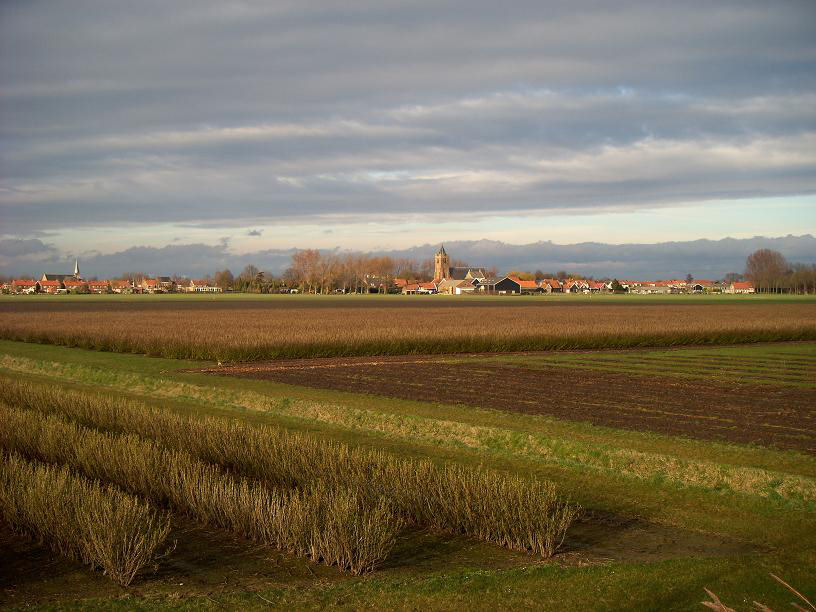
Панорама села
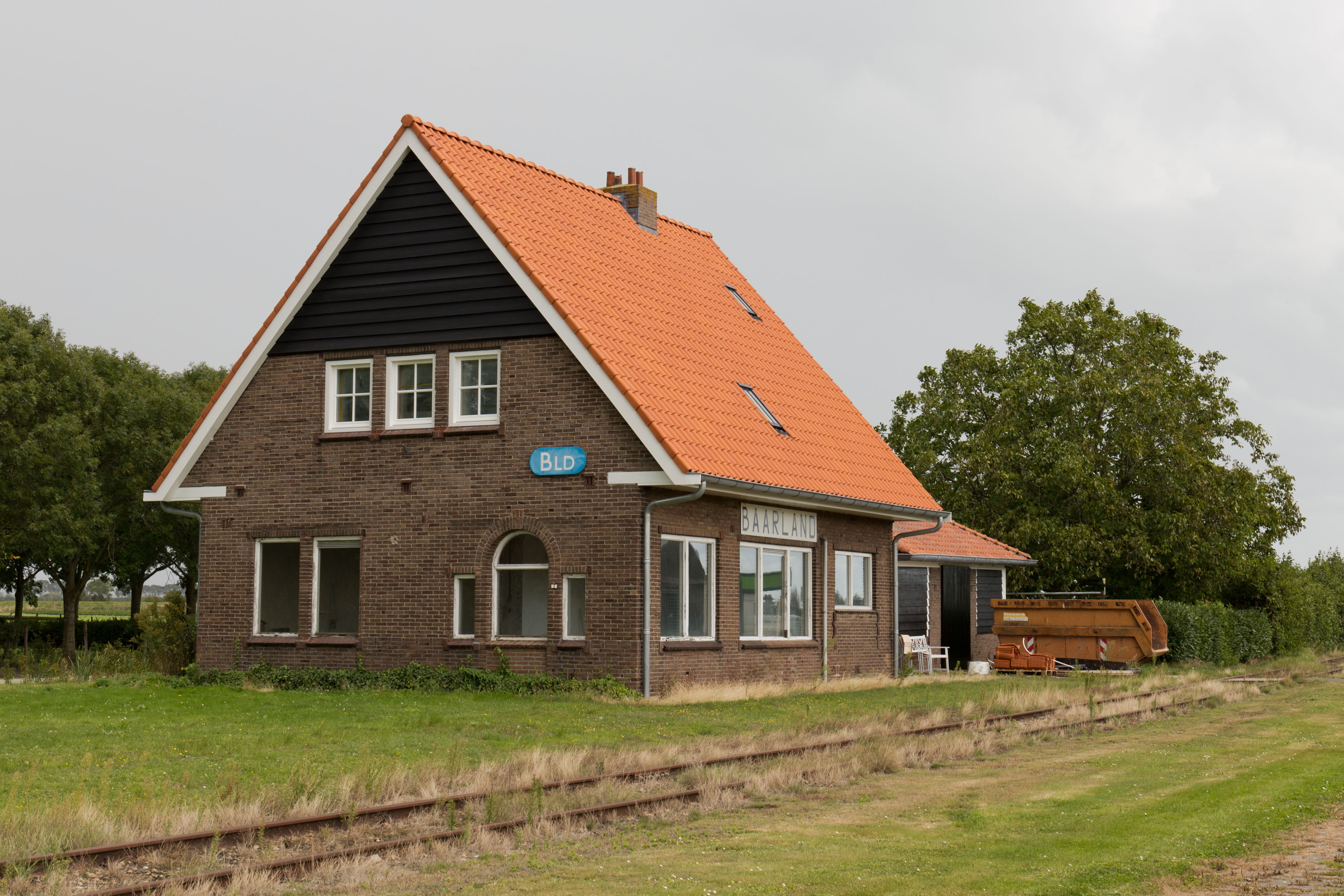
Будівля колишньої залізничної станції
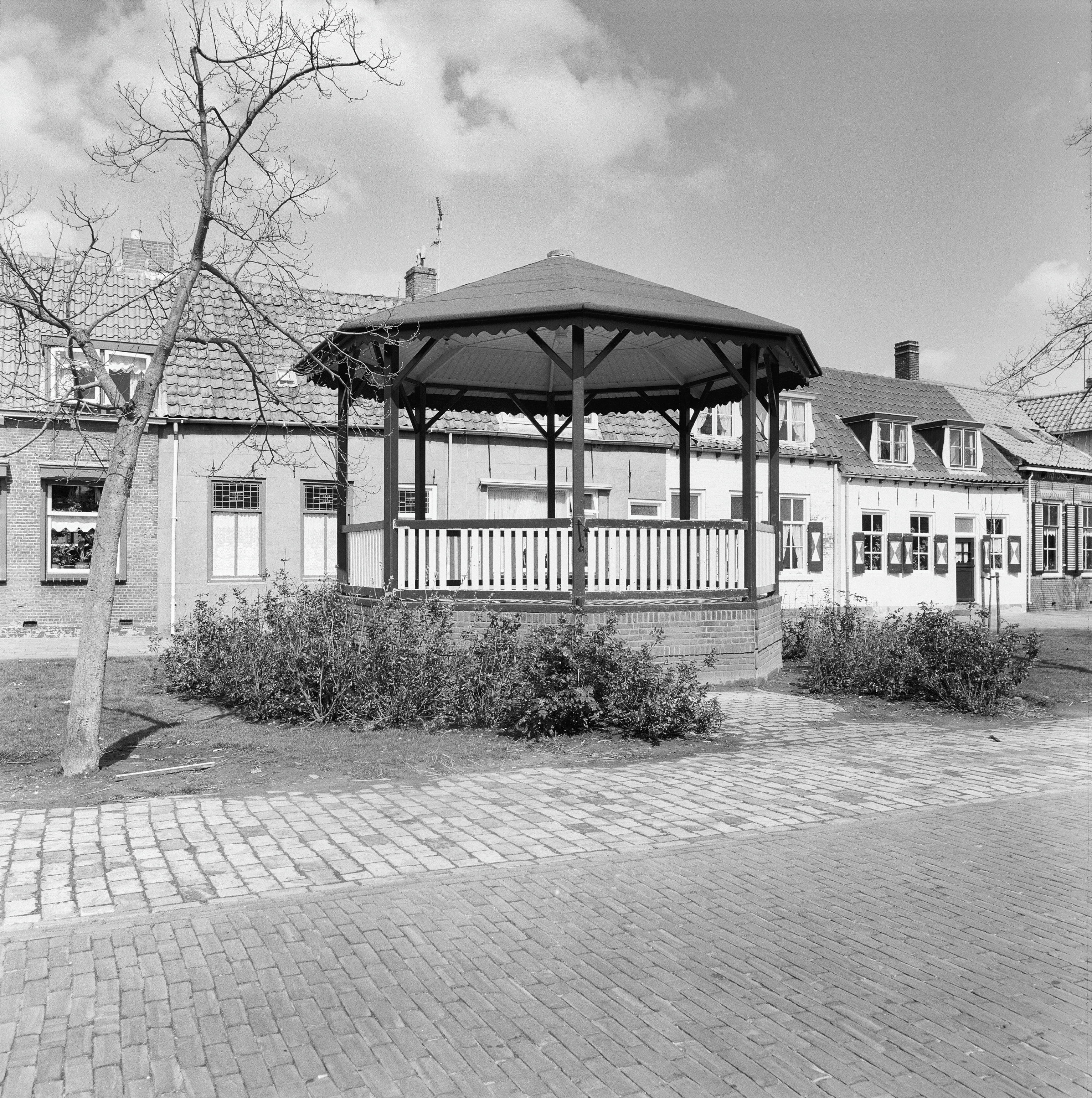
Естрада в Барланді (1984)